# تامی تون
تامی تون (انگلیسی: Tommy Ton؛ زادهٔ ۹ مارس ۱۹۸۴) عکاس، و وبلاگ‌نویس اهل کانادا است.

## زندگی‌نامه
تامی تن در اوک‌ویل با والدین ویتنامی - کانادایی به دنیا آمد. زمانی که تن کودک ۱۳ ساله بود خواهرش از او خواست تا برنامه شو تلویزیونی تام فورد را ضبط کند. تام فورد در قسمتی که تن حضور داشتُ ظاهر شد و دربارهٔ زنان و تمایلات جنسی صحبت کرد. تامی تن تحت تأثیر سخنان و نحوه بیان او دربارهٔ مجموعه‌اش قرار گرفت. از همان‌جا تن به مد علاقه‌مند شد. تن اگر چه تحصیلات معمول عکاسی را پشت سر نگذاشته‌است اما با شرکت در کلاس‌های عکاسی دیجیتال و آشنا شدن با دوستانی که در زمینه مد فعالیت می‌کردند، خود آموز رشد کرد.